# Myron Korduba
Myron Mychajłowycz Korduba, ukr. Мирон Михайлович Кордуба (ur. 2 marca 1876 w Ostrowie koło Tarnopola, zm. 2 maja 1947 we Lwowie) – ukraiński historyk, profesor Uniwersytetu Warszawskiego i Uniwersytetu Lwowskiego, członek Towarzystwa Naukowego im. Szewczenki, członek Towarzystwa Historycznego we Lwowie.

## Życiorys
Urodził się w rodzinie księdza greckokatolickiego. Uczył się w c.-k. gimnazjum w Tarnopolu, w 1893 ukończył ukraińskie gimnazjum akademickie we Lwowie i wstąpił na Wydział Filozoficzny Uniwersytetu Lwowskiego, gdzie był uczniem Mychajła Hruszewskiego. W 1895 przeniósł się na Uniwersytet Wiedeński, gdzie 18 kwietnia 1898 obronił pracę Suspilni werstwy ta polityczni partiji w Hałyćkim kniaziwstwi XIII st. (Суспільні верстви та політичні партії в Галицькім князівстві XIII ст.) uzyskując stopień naukowy doktora. W latach 1898 pracownik biblioteki Uniwersytetu Wiedeńskiego, od 1900 do marca 1919 uczył historii i geografii w gimnazjum w Czerniowcach. Od 1903 członek Towarzystwa Naukowego im. Szewczenki, czynnie pracował w komisji archeologicznej Towarzystwa. W latach 1906–1912 z upoważnienia Mychajła Hruszewskiego prowadził kwerendę źródeł do dziejów powstania Chmielnickiego w archiwach Bukaresztu, Wiednia i Moskwy. Rezultaty jego prac opublikowane zostały w 12 tomie Żereł do istoriji Ukrajiny-Rusy (Źródeł do historii Ukrainy-Rusi), wydanym w 1911.
W czasie I wojny światowej współpracował ze Związkiem Wyzwolenia Ukrainy, publikował w jego wydawnictwach, kierował pracą oświatową wśród jeńców armii rosyjskiej narodowości ukraińskiej w obozach jenieckich w Niemczech.
W 1918, po proklamacji Zachodnioukraińskiej Republiki Ludowej był członkiem Komitetu Krajowego Ukraińskiej Rady Narodowej dla Bukowiny, a następnie w latach 1918-1919 radcą poselstwa ZURL w Wiedniu.
W październiku 1920 został mianowany profesorem nadzwyczajnym Ukraińskiego Uniwersytetu Państwowego w Kamieńcu Podolskim, jednak zawieszenie broni w wojnie polsko-bolszewickiej, pokonanie armii URL przez Armię Czerwoną i okupacja miasta przez bolszewików uniemożliwiły mu objęcie katedry.
W latach 1920–1929 był wykładowcą gimnazjum akademickiego we Lwowie. Jednocześnie w latach 1920-1925 był współorganizatorem, wykładowcą i dziekanem Wydziału Filozoficznego Tajnego Uniwersytetu Ukraińskiego we Lwowie.
W latach 1920–1934 przewodniczący sekcji filozoficzno-historycznej Towarzystwa Naukowego im. Szewczenki i członek innych komisji Towarzystwa. Od 1926 członek komisji archeologicznej Wszechukraińskiej Akademii Nauk (WUAN), od 1928 członek sekcji historycznej WUAN.
Od stycznia 1929 do września 1939 profesor historii Ukrainy na Wydziale Humanistycznym Uniwersytetu Warszawskiego (początkowo prywatny profesor nadzwyczajny, od lutego 1934 profesor nadzwyczajny, od września 1937 – profesor zwyczajny).
W 1933 był delegatem na odbywający się w Warszawie VII Międzynarodowy Kongres Nauk Historycznych, a w 1938 na VIII Kongres w Zurychu. Publikował w Biuletynie Polsko-Ukraińskim i pismach naukowych: Le monde slave, Zeitschrift fur osteuropaische Geschichte, Kwartalnik Historyczny, Przegląd Historyczny i in. Autor biogramów w Polskim Słowniku Biograficznym.
Po agresji III Rzeszy i ZSRR na Polskę pozostał na terenie okupacji niemieckiej. W związku z zamknięciem Uniwersytetu Warszawskiego i likwidacją Ukraińskiego Instytutu Naukowego w Warszawie przez niemieckie władze okupacyjne, Korduba przeniósł się w 1940 do Chełma, gdzie uczył historii w ukraińskim gimnazjum. Po ataku III Rzeszy na ZSRR i okupacji Galicji Wschodniej przez Wehrmacht, w grudniu 1941 przeniósł się do Lwowa, gdzie przez okres okupacji niemieckiej pracował w bibliotece Towarzystwa Naukowego im. Szewczenki i uczył w gimnazjum ukraińskim.
Po zajęciu Lwowa przez Armię Czerwoną w lipcu 1944, 7 sierpnia 1944 mianowany przez władze sowieckie pełniącym obowiązki profesora historii Ukrainy Uniwersytetu Lwowskiego, a we wrześniu 1945 kierownikiem katedry historii Słowian Południowych i Zachodnich. Pomimo nacisków odmówił publicznego odcięcia się od dorobku Mychajła Hruszewskiego.
Zmarł we Lwowie, pochowany na Cmentarzu Łyczakowskim.
Autor ponad 500 prac naukowych i popularnonaukowych. Współautor The Cambridge History of Poland (t. I, 1950; rozdział dotyczący pierwszej połowy panowania Jana Kazimierza).

## Wybrane prace
- Суспільні верстви та політичні партії в Галицькім князівстві 13 ст.. «Записки Наукового товариства імені Шевченка» («ЗНТШ»), 1899, т. 31;
- Ілюстрована історія Буковини. Чернівці 1906;
- Молдавсько-польська границя на Покуттю по смерті Стефана Великого. W: Науковий збірник, присвячений проф. М.Грушевському учениками й прихильниками з нагоди його десяти¬літньої наукової праці у Галичині (1894—1904). Львів 1906;
- Венецьке посольство до Хмельницького (1650 р.). «ЗНТШ», 1907, t. 78, z. 4;
- Жерела до історії України-Руси. Львів, 1911, t. 12: Матеріяли до історії української козаччини, т. 5: Акти до Хмельниччини (1648—1657);
- Боротьба за польський престіл по смерти Володислава IV. W: Жерела до історії України-Руси, т. 12. Львів, 1911;
- Північно-західна Україна. Відень 1917;
- Територія і населеннє України. Відень 1918;
- Простір і населення України. Львів 1921;
- Академик Михайло Грушевський як історик: З нагоди ювилею. «Літературно-науковий вістник» («ЛНВ»), 1926, кн. 12;
- Звязки В.Антоновича з Галичиною. «Україна», 1928, кн. 5 (30);
- Вражіння з поїздки до Київа. Діло, 15.04.1928, ч. 84;
- Найновіші теорії про початки Руси. «ЛНВ», 1929, кн. 12;
- В посольстві до гетьмана: Уривок із щоденника. «Літопис Червоної Калини» (Львів), 1930, ч. 10—12;
- Найважніший момент в історії України. «ЛНВ», 1930, кн. 6;
- Причинки до урядничої служби Куліша: Від губернського секретаря до надворного радника. «ЗНТШ» (Львів), 1930, т. 100, ч. 2;
- В обороні історичної правди. «ЛНВ», 1931, кн. 5;
- Ще кілька слів у справі «Найважнішого моменту в історії України»: Акад. Степанови Смаль-Стоцькому у відповідь. «ЛНВ» 1931, кн. 10;
- W sprawie uniwersytetu ukraińskiego we Lwowie. Biuletyn Polsko-Ukraiński (Warszawa), 1933, Nr 2 (4);
- Kilka dat z dziejów dążeń społeczeństwa ukraińskiego do uzyskania własnego uniwersytetu. BPU 1934, Nr 4 (39);
- Michał Hruszewskyj jako uczony: Wspomnienia. Przegląd Historyczny, 1935, t. 32, z. 2;
- Rozwój imperjalizmu rosyjskiego. Warszawa 1935;
- Biogramy: Brzuchowiecki (Brjuchoweckyj) Iwan Martynowicz (1623—1668); Chanenko Michał (ok. 1620 — ok. 1680); Chmielnicki Bohdan Zenobi (ok. 1595—1657); Chmielnicki Jerzy (1640 — ok. 1681); Chmielnicki Michał (? — 1620); Chmielnicki Paweł (zm. po r. 1678); Chmielnicki Tymosz (1632—1653). W: Polski Słownik Biograficzny, t. 3. Kraków 1937;
- Два міжнародні історичні з'їзди в Ціріху. Діло, 4.09.1938, ч. 195;
- La litterature historique sovietique-ukrainienne: Compte rendu 1917—1931. Varsovie 1938;
- Що кажуть нам назви осель?. Львів 1938;
- Болеслав-Юрій II: Останній самостійний володар Галицько-Волинської держави: З нагоди 600-ліття його смерти. Краків 1940;
- Богдан Хмельницький у Белзчині й Холмщині. Краків, 1941;
- Історія Холмщини й Підляшшя. Краків 1941;
- The Reign of John Casimir: Part I, 1648-54. W: The Cambridge History of Poland, t. 1: From the Origins to Sobieski (to 1696), red. W.F. Reddaway, J.H. Penson, O. Halecki, R. Dyboski. Cambridge 1950, s. 502-517.